# Rob Dickinson
Rob Dickinson (23 luglio 1965) è un chitarrista, cantante e autore britannico. Noto principalmente per  aver militato nei Catherine Wheel dal 1991 al 2000, in seguito al loro scioglimento si è dedicato alla carriera solista.

## Vita privata
È cugino di Bruce Dickinson, attuale cantante degli Iron Maiden.

## Carriera solista
Dopo lo scarso successo di Wishville, e il conseguente scioglimento della band, Dickinson rimase inattivo sino al 2005, quando collaboró con i Jimmy Chamberlin Complex cantando in due canzoni dell'album Life Begins Again.  Il settembre dello stesso anno pubblicó il suo primo album solista Fresh Wine for the Horses, che includeva sia brani composti per i Catherine Wheel ma rimasti inediti, sia nuove canzoni. La pubblicazione del disco fu seguita da un tour acustico negli USA e in Canada. Nell'agosto 2006, va in tour assieme ai The Church, aprendo i loro concerti. 
Il 10 giugno 2008, Fresh Wine for the Horses viene ripubblicato dalla Universal/Fontana con una nuova traccia "The End of the World" e un bonus disc, "Nude", che contiene sei brani dei Catherine Wheel rielaborati da Dickinson.
Nel 2009, Dickinson abbandona momentaneamente la carriera musicale e si dedica al restauro di auto d'epoca, in particolare delle Porsche 964.

## Discografia
- Fresh Wine for the Horses (2005)
- Fresh Wine for the Horses Special edition 2 disc (2008)